# National Symphony Orchestra Ghana
Das National Symphony Orchestra Ghana (NSO Ghana) wurde im Jahr 1959 gegründet. Es wurde von der Regierung unter Kwame Nkrumah eingesetzt. Das NSO Ghana hat seinen Sitz in der Hauptstadt Accra, sein Auftrittsort ist das National Theatre Ghana. Es ist der Nationalen Kulturkommission (National Commission On Culture) unterstellt. 
Das NSO hat repräsentative Funktionen (Auftritte bei nationalen Festakten etc.) und ist darüber hinaus der musikalischen Jugendbildung und der Pflege des nationalen Musikrepertoires besonders verpflichtet.

## Dirigenten
Dirigenten des Orchesters waren Lahnor Adjei, Phillip Gbeho, Geoffery Boateng, Dinah Reindorf, Nana Danso Abiam, Kenn Kafui, Emmanuel Gyimah Labi, Akosua Obuo Addo, George Dorf, Oscar Sulley und Kweku Acquaah-Harrison.

## Aufführungen
Das NSO Ghana tritt an Staatsfeiertagen (wie z. B. dem Unabhängigkeitstag) und bei Staatsbesuchen (z. B. von Queen Elisabeth II, dem Sultan von Brunei oder Thabo Mbeki) auf. Auch bei Musikfestivals wie dem National Festival of Arts and Culture (NAFAC), dem PANAFEST oder dem Septemberfest ist das Orchester vertreten. Darüber hinaus spielt das NSO auf Hochzeiten, Kirchenkonzerten, Beerdigungen u. a. m.

## Besetzung und Mitarbeiter
Das NSO Ghana zählt 46 Musiker. Die Instrumentalbesetzung umfasst 3 Flöten, 1 Oboe, 2 Klarinetten, 1 Fagott, 2 Trompeten, 2 Posaunen, 2 Hörner, 1 Tuba, 5 Schlagzeuger und Percussionisten, 8 1. Violinen, 6 2. Violinen, 5 Violen, 5 Celli und 3 Kontrabässe.
Der Organisationstab umfasst 11 Mitarbeiter.